# Hearts of Iron IV
Hearts of Iron IV är ett strategiskt landsimulatorspel som är utvecklat av Paradox Development Studio och gavs ut av Paradox Interactive den 6 juni 2016 till Windows, OS X och Linux. Spelet, likt de tidigare spelen i serien, utspelar sig under andra världskriget, från mellankrigstidens slut till efterkrigstiden.

## Nationer
I spelet finns, påminnande om verkligheten, 7 stormakter som har signifikanta skillnader jämfört med andra nationer. Dessa skillnader är mer utarbetade "national focus"-träd som har med en nations historiska val att göra, men även val som inte alls skedde i verkligheten. Stormakterna är följande:
- Amerikas förenta stater
- Franska republiken
- Konungariket Italien

- Japanska imperiet
- Sovjetunionen
- Storbritannien
- Tyska riket

Över tid har flera länder fått sitt eget "national focus"-träd i form av olika DLC, (downloadable content).
- Den första DLC:n hette Poland: United and Ready och släpptes den 6 juni 2016. DLC:n är den minsta hittills då det enda som tillkom var ett "träd" åt Polen. Det är även den enda DLC:n som är gratis.
- Den andra av dessa DLC:n som släpptes var Together for Victory som släpptes den 15 december 2016. Denna innehöll 5 nya "träd" för länder inom det Brittiska samväldet, Kanada, Indien, Sydafrika, Australien och Nya Zeeland. Några ändringar till spelets funktioner och nya modeller till spelfigurer tillkom också.
- Den tredje DLC:n Death or Dishonor släpptes den 14 juni 2017 och innehöll "träd" till Tjeckoslovakien, Ungern, Rumänien och Jugoslavien. Det tillkom även nya funktioner som involverade marionettstater.
- Den fjärde DLC:n Waking the Tiger fokuserade på Kina och släpptes den 8 mars 2018. Waking the Tiger var den största DLC:n dittills med 4 nya "träd" till 8 olika länder, alla i Kina. Anledningen till att det är fyra "träd på 8 länder är att de kinesiska krigsherrarna alla fick likadana "träd" medan Kina, Kommunistiska Kina och Manchukuo fick sina egna. Det fanns även nya delar till Tysklands och Japans "träd" där man exempelvis kan återskaffa monarkin i Tyskland genom att starta ett inbördeskrig mot nazisterna. Nya system som "decisions" och "commander traits" kom också med.
- Den femte DLC:n Man the Guns släpptes den 28 februari 2019 och innehöll "träd" till Mexiko och Nederländerna. Den skapade även ett uppdaterat träd för Storbritannien och USA, med nya möjligheter för ohistoriska spel. Man kan bland annat starta ett andra amerikanskt inbördeskrig och integrera det Brittiska samväldet till en enda nation. Man the Guns förändrade även helt flottan och lade till bränsle, en helt ny resurs som nu behövs för att driva båtar, flygplan och pansar. Bränsle ledde till att olja blev mycket viktigare för Tredje Riket
- Den sjätte DLC:n La Résistance släpptes den 25 februari 2020 med nya träd till Spanien och Portugal med extra fokus på det spanska inbördeskriget. Expansionen lägger till möjligheten för länder att spionera på varandra och sätta upp kollaborationsregimer. Ett nytt system för ockupation och motstånd lades även till. Frankrikes fokusträd uppdaterades där man bland annat kan återinföra monarkin.
- Den sjunde DLC:n Battle for the Bosporus släpptes den 15 oktober 2020 med nya träd till Turkiet, Bulgarien och Grekland.
- Den åttonde DLC:n No Step Back visades den 21 maj 2021 i samband med PDXCON 2021 (Paradox Con 2021) och utgavs den 23 november 2021. Denna DLC kom med nya träd till Estland, Lettland, och Litauen. Sovjetunionens och Polens träd gjordes om helt. I samband med de nya träden så gjordes försörjningssystem om helt, DLC:n kom också ut med ett nytt "high-command center" som på ett bättre sätt håller reda på landets generaler. Dessutom tillkom ett nytt system för att göra egna stridsvagnsmodeller likt hur man gjorde egna skepp-modeller i Man the Guns DLC:n.
- Den nionde DLC:n By Blood Alone tillkännagavs den 7 juni 2022 och släpptes den 27 September 2022 och kom med nya träd till Etiopien, Konungariket Italien och Schweiz. DLC:n innehöll även en omgjord flygplansdesigner, samt ytterligare valmöjligheter i det omgjorda fredskonferenssystemet.
- Den tionde DLC:n Arms against Tyranny, släpptes den 10 oktober 2023 och kom med nya träd till Finland, Sverige, Danmark, och Norge. Den innehöll även en ny funktion, den internationella marknaden, där spelaren kan köpa och sälja vapen med andra länder.
- Den elfte DLC:n, Trial of Allegiance släpptes den 7 mars 2024 och innehöll träd till Brasilien, Argentina och Chile, samt mindre träd till Paraguay och Uruguay.
- Den tolfte DLC:n, Götterdämmerung släpptes den 14 november 2024 och innehöll ett expanderat tyskt träd, ett österrikiskt träd, en omarbetning av det ungerska trädet, samt ett nytt belgiskt träd. DLC:n innehöll även ett flertal nya funktioner, däribland specialprojekt, där spelaren kan bygga särskilda anläggningar och använda vetenskapsmän för att konstruera mer avancerade flygplan, stridsvagnar, raketer, artilleri eller för att bedriva forskning inom kärnfysik.

De resterande länderna har generiska "national focus"-träd, där alla träd är lika.

## Utveckling
I januari 2014 utannonserades att spelet skulle släppas under det första kvartalet 2015, senare uppskjutet till det andra kvartalet 2015. Vid E3 2015 bekräftade producenten Johan Andersson att spelets släpp ännu en gång skulle flyttas framåt för att lösa flera av de problemen som hade uppstått under utvecklingen av spelet. Emellertid sade Andersson att spelet inte skulle släppas det första kvartalet 2016. Den 15 mars blev det till slut utannonserat att spelet skulle komma ut den 6 juni 2016, vilket var den 72:a årsdagen av landstigningen i Normandie.

## Mottagande
Mindre än två veckor efter spelsläppet hade det sålts mer än 200 000 exemplar världen runt, vilket gör det till utgivarens snabbast säljande historiska strategispel hittills.
| Mottagande      | Mottagande    |
| Samlingsbetyg   | Samlingsbetyg |
| Tjänst          | Betyg         |
| --------------- | ------------- |
| Gamerankings    | (PC) 83.00%   |
| Metacritic      | (PC) 84/100   |
| Recensionsbetyg |               |
| Publikation     | Betyg         |
| Gamespot        | (PC) 8/10     |
| IGN             | (PC) 9/10     |
| PC Gamer UK     | (PC) 88/100   |